# Гусман, Хонатан
Хонатан Гусман (исп. Jonathan Guzmán; 17 июля 1989; Бока-Чика, Доминиканская Республика) — доминиканский боксёр-профессионал. Чемпион мира во 2-м легчайшем весе (IBF, 2016).

## Профессиональная карьера
Дебютировал на профессиональном ринге 18 декабря 2011 года, одержав победу техническим нокаутом в 4-м раунде.
В апреле 2014 года подписал контракт с промоутерской компанией Сампсона Левковица Sampson Boxing LLC. В августе 2014 года подписал контракт с менеджером Элом Хэймоном.
23 мая 2015 года досрочно победил бывшего претендента на титул чемпиона мира в легчайшем весе мексиканца Кристиана Эскивеля.

### Чемпионский бой с Синго Вакэ
20 июля 2016 года встретился с японцем Синго Вакэ в поединке за вакантный титул чемпиона мира во 2-м легчайшем весе по версии IBF. Гусман четыре раза отправлял японца в нокдаун по ходу боя. В 11-м раунде рефери остановил схватку, зафиксировав победу Гусмана техническим нокаутом.

### Чемпионский бой с Юкинори Огуни
31 декабря 2016 года встретился с японцем Юкинори Огуни. Поединок продлился все 12 раундов. Судьи единогласно отдали победу японцу со счётом 115—112.

## Статистика боёв
В таблице перечислены результаты всех поединков боксёров.
В каждой строке указан результат поединка. Дополнительно номер поединка обозначен цветом, который обозначает итог поединка. Расшифровка обозначений и цветов представлена в нижеследующей таблице.
| Пример | Расшифровка                     |
| ------ | ------------------------------- |
|        | Победа                          |
|        | Ничья                           |
|        | Поражение                       |
|        | Планируемый поединок            |
|        | Поединок признан несостоявшимся |
| КО     | Нокаут                          |
| ТКО    | Технический нокаут              |
| PTS    | Решение судей (по очкам)        |
| UD     | Единогласное решение судей      |
| MD     | Решение большинства судей       |
| SD     | Раздельное решение судей        |
| RTD    | Отказ от продолжения боя        |
| DQ     | Дисквалификация                 |
| NC     | Поединок признан несостоявшимся |

| Бой | Дата             | Соперник                           | Место проведения                                                                     | Результат  | Примечание |
| --- | ---------------- | ---------------------------------- | ------------------------------------------------------------------------------------ | ---------- | --- |
| 29  | 21 декабря 2024  | Вильнер Сото (24-17)               | Coco Locos Restaurant Sports Bar, Сосуа, Доминиканская Республика                    | KO2 (8)    | |
| 28  | 8 апреля 2022    | Старлинг Мартинес (8-2)            | Pabellon de Esgrima, Centro Olimpico, Санто-Доминго, Доминиканская Республика        | TKO7 (8)   | Гусман в нокдауне в 5-м раунде. Мартинес в нокдауне в 6-м раунде.                                                                                      |
| 27  | 30 октября 2021  | Карлос Джексон (17-1)              | Madison Square Garden Theater, Нью-Йорк, штат Нью-Йорк, США                          | SD8 (8)    | |
| 26  | 18 января 2020   | Родольфо Эрнандес Монтойя (30-9-1) | Turning Stone Resort Casino, Верона, Нью-Йорк, США                                   | KO3 (6)    | Гусман в нокдауне во 2-м раунде, Эрнандес в 3-м. |
| 25  | 16 ноября 2018   | Роберто Кастанеда (23-10-1)        | Чизпик Энерджи-арена, Оклахома-Сити, Оклахома, США                                   | UD10 (10)  | Счёт: 99-91 (все). |
| 24  | 31 декабря 2016  | Юкинори Огуни (18-1-1)             | Shimazu Arena, Киото, префектура Киото, Япония                                       | UD12 (12)  | Потерял титул чемпиона мира во 2-м легчайшем весе по версии IBF (1-я защита Гусмана). Счёт судей: 112-115 (все).                                       |
| 23  | 20 июля 2016     | Синго Вакэ (20-4-2)                | EDION Arena Osaka, Осака, префектура Осака, Япония                                   | TKO11 (12) | Бой за вакантный титул чемпиона мира во 2-м легчайшем весе по версии IBF. Уэйк в нокдауне два раза во 2-м раунде и по одному разу в 3-м и 5-м раундах. |
| 22  | 29 апреля 2016   | Даниель Росас (20-2-1)             | Trump Taj Mahal, Атлантик-Сити, Нью-Джерси, США                                      | RTD8 (12)  | Росас в нокдауне в 5-м и 8-м раундах. |
| 21  | 10 октября 2015  | Данни Акино (17-2-0)               | Lowell Memorial Auditorium, Лоуэлл, Массачусетс, США                                 | TKO9 (10)  | Акино в нокдауне два раза во 2-м раунде и один раз в 9-м.                                                                                              |
| 20  | 23 мая 2015      | Кристиан Эскивель (27-6-0)         | Agganis Arena, Бостон, Массачусетс, США                                              | RTD5 (8)   | |
| 19  | 26 февраля 2015  | Хуан Гусман (22-4-0)               | Memorial Hall, Мелроуз, Массачусетс, США                                             | TKO5 (6)   | |
| 18  | 4 октября 2014   | Эрнесто Герреро (17-12-0)          | Foxwoods Resort, Машантакет, Коннектикут, США                                        | TKO2 (8)   | |
| 17  | 22 марта 2014    | Эури Эрнандес (0-4-1)              | Club Maquiteria, Санто-Доминго, Доминиканская Республика                             | TKO3 (8)   | |
| 16  | 10 марта 2014    | Рамон Эмилио Седано (2-29-0)       | Polideportvo Eleoncio Mercedes, Ла-Романа, Доминиканская Республика                  | KO1 (10)   | |
| 15  | 24 августа 2013  | Хосе Руис (6-4-0)                  | Hotel Dominican Fiesta, Санто-Доминго, Доминиканская Республика                      | TKO2 (?)   | Вакантный титул WBA Fedelatin в легчайшем весе. |
| 14  | 8 июня 2013      | Хейси Лоренсо (12-8-0)             | Polideportivo San Martin de Porre, Ла-Романа, Доминиканская Республика               | TKO2 (8)   | |
| 13  | 18 мая 2013      | Луис Инохоса (22-7-0)              | Club Mauricio Baez, Санто-Доминго, Доминиканская Республика                          | NC2 (10)   | |
| 12  | 9 марта 2013     | Рамон Эмилио Седано (2-21-0)       | Coliseo Carlos 'Teo' Cruz, Санто-Доминго, Доминиканская Республика                   | RTD3 (6)   | Седано в нокдауне во 2-м раунде. |
| 11  | 17 декабря 2012  | Рамон Эмилио Седано (2-18-0)       | Dominican Fiesta Hotel & Casino, Санто-Доминго, Доминиканская Республика             | TKO1 (8)   | |
| 10  | 3 ноября 2012    | Эмерсон Сантос Карвальо (10-3-1)   | Club La Unión, Колон, Энтре-Риос, Аргентина                                          | KO6 (10)   | Вакантный титул WBC FECARBOX во 2-м легчайшем весе. |
| 9   | 18 октября 2012  | Маркос Мартинес (0-2-0)            | Club el Millon, Санто-Доминго, Доминиканская Республика                              | KO1 (10)   | |
| 8   | 28 сентября 2012 | Анеуди Матос (6-8-1)               | Casa Puerto Rico, Ла-Романа, Доминиканская Республика                                | TKO2 (8)   | Матос в нокдауне два раза в 1-м раунде и один раз во 2-м.                                                                                              |
| 7   | 15 августа 2012  | Хосе Рамон Техада (0-3-0)          | Club el Millon, Санто-Доминго, Доминиканская Республика                              | TKO2 (8)   | Техада в нокдауне один раз в 1-м раунде и два раза во 2-м.                                                                                             |
| 6   | 12 августа 2012  | Диноель Рейносо (0-12-0)           | Coliseo Carlos 'Teo' Cruz, Санто-Доминго, Доминиканская Республика                   | TKO4 (6)   | |
| 5   | 23 июня 2012     | Эури Эрнандес (0-1-1)              | Club el Millon, Санто-Доминго, Доминиканская Республика                              | TKO2 (6)   | |
| 4   | 16 июня 2012     | Хуан Гусман (0-7-0)                | Club Maquiteria, Villa Duarte, Доминиканская Республика                              | TKO1 (6)   | |
| 3   | 12 мая 2012      | Нельсон Диас (0-17-0)              | Coliseo Pedro Julio Nolasco, Ла-Романа, Доминиканская Республика                     | TKO1 (4)   | |
| 2   | 24 марта 2012    | Мильсиадес Москеа (0-8-0)          | Palacio de Deportes, Санто-Доминго, Доминиканская Республика                         | TKO2 (4)   | |
| 1   | 18 декабря 2011  | Алехандро Брито (1-13-0)           | Club de Villa Gonzales, Сантьяго-де-лос-Трейнта-Кабальерос, Доминиканская Республика | TKO4 (4)   | |
| Бой | Дата             | Соперник                           | Место проведения                                                                     | Результат  | Примечание |